# Château de la Romanerie
Le château de la Romanerie est un château situé à Saint-Barthélemy-d'Anjou, en France.

## Localisation
Le château est situé dans le département français de Maine-et-Loire, sur la commune de Saint-Barthélemy-d'Anjou.

## Historique
Les façades et toitures du château donnant sur la cour d'honneur, le portail d'entrée, les façades et toitures du corps principal et des deux ailes donnant sur le jardin, ainsi que les façades et toitures de la fuie, sont inscrits au titre des monuments historiques du 5 mai 1972.

## Galerie

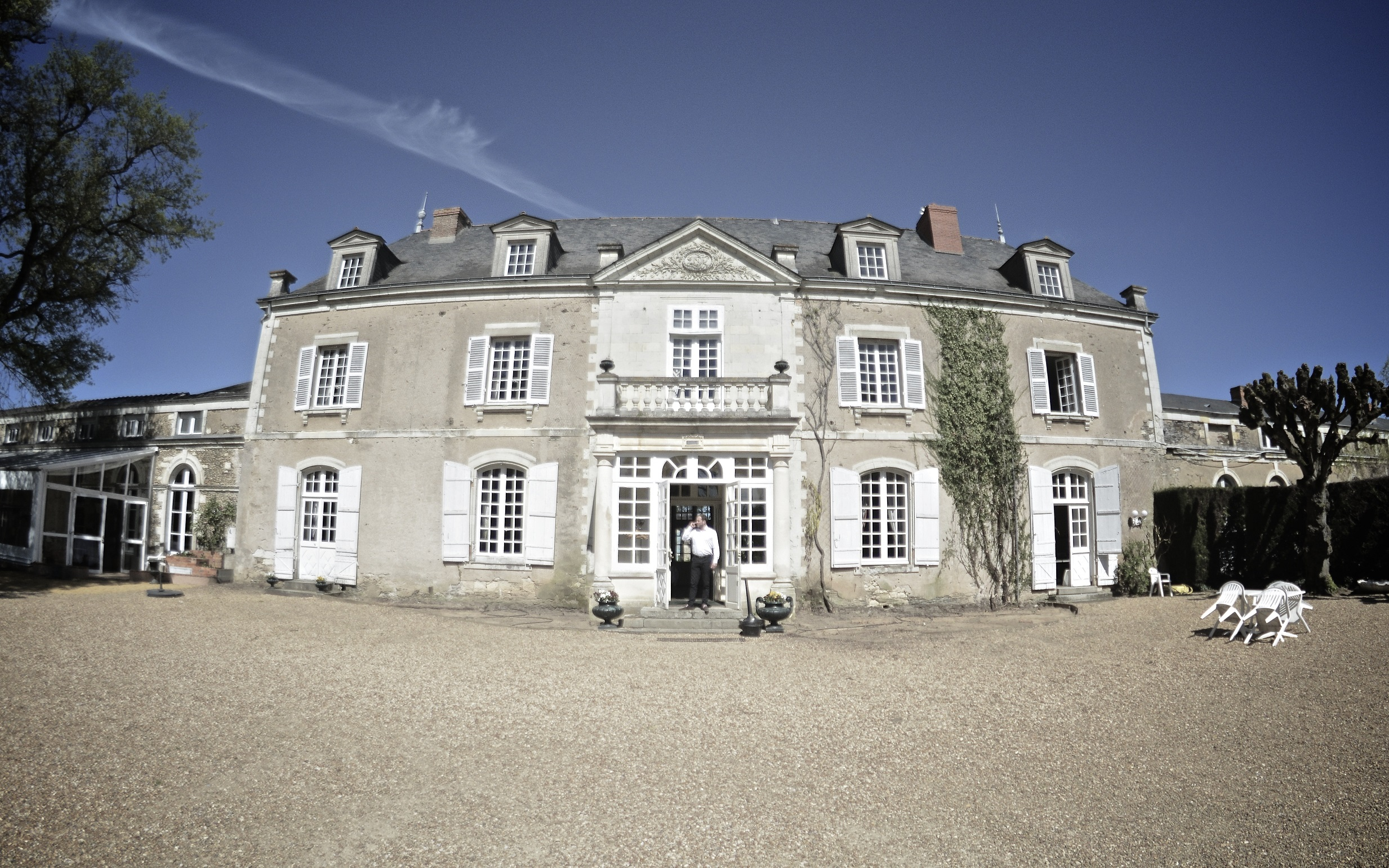
Château de la Romanerie
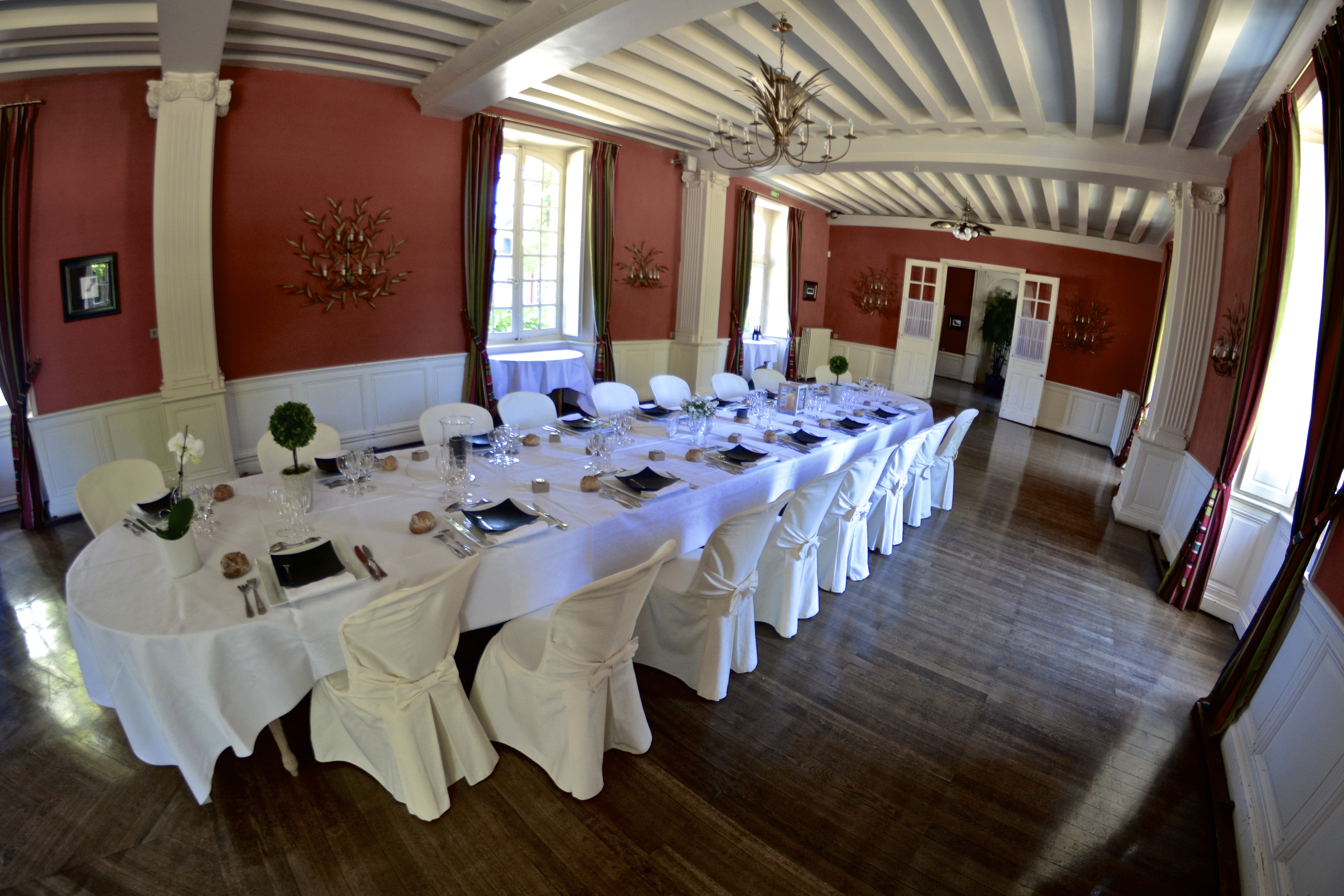
Le Grand Salon - Château de la Romanerie